# Ping
Como programa, ping es una utilidad de diagnóstico en redes de computadoras que comprueba la conectividad y latencia del anfitrión local con otro equipo remoto de una red a nivel IP. Se vale  del envío de paquetes ICMP de solicitud (ICMP Echo Request) y de respuesta (ICMP Echo Reply). Mediante esta utilidad puede diagnosticarse el estado, velocidad y calidad de una red determinada.
Ejecutando Ping de solicitud, el anfitrión local (en inglés: local host) envía un mensaje ICMP, incrustado en un paquete IP. El mensaje ICMP de solicitud incluye, además del tipo de mensaje y el código del mismo, un número identificador y una secuencia de números, de 32 bits, que deberán coincidir con el mensaje ICMP de respuesta; además de un espacio opcional para datos. Como protocolo ICMP no se basa en un protocolo de capa de transporte como  TCP o  UDP y no utiliza ningún protocolo de capa de aplicación.
Muchas veces se utiliza para medir la latencia o tiempo que tardan en comunicarse dos puntos remotos, y por ello, se utiliza el término PING para referirse al retardo o latencia (en inglés: lag) de la conexión en los juegos en red.
Existe otro tipo, Ping ATM, que se utiliza en las redes ATM, y en este caso, las tramas que se transmiten son ATM (nivel 2 del modelo OSI). Este tipo de paquetes se envían para probar si los enlaces ATM están correctamente definidos.

## Origen del término
A veces, PING es considerado el acrónimo de Packet Internet Groper, el que puede significar "Buscador o rastreador de paquetes en redes", pero Mike Muuss, el autor de la utilidad, lo refuta.
El comando ping tiene su origen en los submarinos y sus sónares, que envían una señal sonora para detectar si hay algún obstáculo. Si esta vuelve, significa que hay algún cuerpo o barrera en la trayectoria de la señal emitida por el sónar. Se puede calcular la distancia del obstáculo mediante el tiempo que tarda en retornar la señal, el cual puede usarse como informe exacto de la posición del objeto contra el que impactó la señal.
El mecanismo del comando ping es similar al que utiliza el sónar: se puede ver si hay conectividad entre dos hosts y el tiempo que tardan en llegar los paquetes en función del tiempo de respuesta.

## Detalles técnicos
La utilidad Ping trabaja en la capa de red del Protocolo de internet (familia TCP/IP) y es un tipo de mensaje de control del protocolo ICMP, subprotocolo de IP. El funcionamiento de Ping y del protocolo ICMP, en general, están definidos en la RFC 792.
El protocolo IP encapsula el mensaje ICMP dentro de un paquete y lo envía. Suele llamarse Paquete ICMP. En el paquete pueden distinguirse dos conjuntos de datos: La Cabecera IP, que contiene los datos estándar de la Capa de red, y el subpaquete ICMP, que contiene los datos de control. En la Cabecera IP se especifican los valores protocolo como 1 y tipo de servicio como 0 de forma obligatoria. En el subpaquete ICMP se especifican los valores tipo de mensaje ICMP a 8 (petición) o 0 (respuesta) y code a 0 (en ambos casos).
|                          | Bit 0 - 7                          | Bit 8 - 15       | Bit 16 - 23    | Bit 24 - 31    |
| ------------------------ | ---------------------------------- | ---------------- | -------------- | -------------- |
| Encabezado IP (20 bytes) | Versión/IHL                        | Tipo de servicio | Longitud       | Longitud       |
| Encabezado IP (20 bytes) | Identificación                     | Identificación   | flags y offset | flags y offset |
| Encabezado IP (20 bytes) | Tiempo de vida (TTL)               | Protocolo        | Checksum       | Checksum       |
| Encabezado IP (20 bytes) | Dirección IP origen                |                  |                |                |
| Encabezado IP (20 bytes) | Dirección IP destino               |                  |                |                |
| ICMP Carga (8 + bytes)   | Tipo de mensaje                    | Code             | Checksum       | Checksum       |
| ICMP Carga (8 + bytes)   | Identificador + Secuencia numérica |                  |                |                |
| ICMP Carga (8 + bytes)   | Datos (opcional)                   |                  |                |                |

El total de la cabecera IP no podrá superar los 160 bits (20 bytes), tras la cual se situará el mensaje ICMP, con un tamaño estándar de 64 bits (8 bytes).

### Composición de un paquete ICMP
A partir del cuadro anterior podemos desglosar los siguientes valores propios de un paquete ICMP, en la carga ICMP:
- Cabecera IP:[9]
  - Protocolo cambia a 1 y Tipo de servicio a 0, según IANA en la especificación de Números de protocolo IP. 8 bits.
  - Variables estándar del protocolo IP.
- Carga ICMP:[10][11]
  - Tipo de mensaje y código ICMP: cada uno 8 bits, ambos 2 bytes.[12]
  - Checksum, calculado sobre la base de la carga ICMP y excluyendo la cabecera IP. 16 Bits.
  - Identificador y Secuencia numérica. Cada uno 16 bits, ambos 32 bits.
  - Datos. Contenido opcional y tamaño arbitrario.

#### Variables ICMP en petición
Una petición Ping (echo request) no es más que un mensaje ICMP enviado a un host determinado con expectativas de recibir de él una respuesta Ping. Las variables propias de la carga ICMP en petición son:
- Tipo de mensaje, definido obligatoriamente como 8.[13]
- Código ICMP, definido obligatoriamente como 0.[14]
- Identificador
- Secuencia numérica
- Datos: Variables y opcionales

El identificador y la secuencia numérica pueden coincidir en la respuesta. Los datos de la petición deben obligatoriamente coincidir con los de la respuesta.

#### Variables ICMP en respuesta
Una respuesta (echo reply) no es más que un mensaje ICMP enviado a un host determinado como respuesta a una petición PING.Las variables propias de la carga ICMP en respuesta son:
- Tipo de mensaje, definido obligatoriamente como 0.[15]
- Código ICMP, definido obligatoriamente como 0.[14]
- Identificador
- Secuencia numérica
- Datos: Variables y opcionales

El identificador y la secuencia numérica pueden coincidir con la del pedido. Los datos de la petición deben obligatoriamente coincidir con los del pedido.

## Su uso en consolas de comandos
Todos los sistemas operativos y plataformas incorporan la posibilidad de ejecutar esta utilidad mediante la utilización de comandos. Aquí se muestra una lista de ellos.

### Sistemas Windows

#### Parámetros
Aplicable todo o en parte en Windows XP, Windows Server 2003, Windows Vista, Windows 7, Windows Server 2008 y derivados. Archivo ping.exe en la carpeta del sistema system32, invocable desde el símbolo del sistema mediante el comando ping, con los siguientes parámetros:
- /t:Hace el ping al host hasta que se detiene.[16]
- /a:: Resuelve la dirección como nombre de host.[17]
- /l: Especifica el tamaño del paquete ICMP en bytes, con un máximo de 65527 bytes.[18]
- /f: Especifica que los paquetes ICMP no deben fragmentarse.[19]
- /i: Especifica el TTL (tiempo de vida) de los paquetes enviados ICMP, con un valor estándar en equipos con Windows XP (host), esto es típicamente de 128 y un máximo de 255.[20]

#### Sintaxis

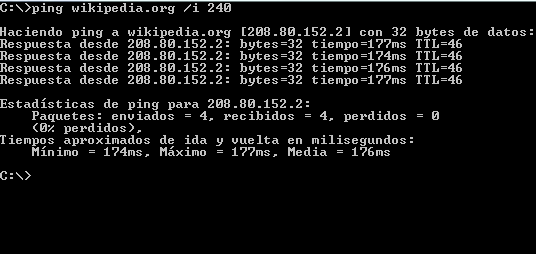
Ventana del símbolo del sistema ejecutando Ping.

La sintaxis utilizada para el comando Ping es la misma que para el resto de comandos en Windows.

ping <ip> /parámetro valor /parametro2 valor ...

Donde ip es una variable obligatoria y que es sustituida por la dirección IP o la dirección DNS del host.

##### Petición a un dominio
ping nombredeldominio.tld /l 64 /i 250

En el ejemplo anterior se observa la utilización de una dirección DNS o nombre de dominio en lugar de una dirección IP. Se añaden los parámetros l e i, que determinan el tamaño del paquete a 64 bytes y el Tiempo de vida (TTL) a 250 milisegundos.

##### Petición a una dirección IP
ping 192.168.0.1 /i 147 /a

En el ejemplo anterior se utiliza una dirección IP local. Se especifica el Tiempo de vida (TTL) a 147 milisegundos y se exige que se resuelva como nombre de host.

### Sistemas GNU/Linux

#### Parámetros
Aplicable a todas las distribuciones Linux (Debian, Knoppix, Red Hat Linux y derivadas).
- "-i:" Espera x segundos entre el envío de cada paquete ICMP. El tiempo estándar es 1 segundo. También sirve para, en el caso de que el host origen tenga más de una interfaz, identificar por qué interfaz se realizará el ping.
- "-c número:" Especifica el número de pings a hacer, por defecto es infinito, o hasta que se detenga al programa, Esta opción permite una vez que se haya pasado el número de pings especificados, se detenga.
- "-s:" Especifica el tamaño de la porción de datos del paquete ICMP. El tamaño estándar es 56 bytes de datos (+ 20 bytes fijos de la cabecera IP + 8 bytes de la cabecera ICMP, en total 84 bytes).
- "-l preload:" Especifica que los paquetes ICMP deben ser enviados lo más rápido posible.[21]
- "-t:" Especifica el tiempo de vida (TTL) de los paquetes a enviar. El tiempo de vida estándar variará según la versión de sistema operativo, siendo el máximo en todos los casos de 255.[22]
- "-n:" Especifica que no habrá salida a nombre de host DNS, solo numérica (dirección IP).[23]

#### Sintaxis
La sintaxis utilizada para el comando Ping es la misma que para el resto de comandos en Linux.

ping <ip> -parámetro valor -parametro2 valor ...

Donde ip es una variable obligatoria y que es sustituida por la dirección IP o la dirección DNS del host.

##### Petición a un dominio
ping nombredeldominio.tld -i 200 -t 15

En el ejemplo anterior se observa la utilización de una dirección DNS o nombre de dominio en lugar de una dirección IP. Se añaden los parámetros i y t, que determinan el tiempo de espera para el envío de cada paquete (200 segundos) y el tiempo de vida (TTL) del mismo (15 equipos).

##### Petición a una dirección IP
ping 192.168.0.1 -l preload

En el ejemplo anterior se utiliza una dirección IP local. Se exige que los paquetes se envíen lo más rápido posible.

## Verificación del funcionamiento de una red
El comando ping, a pesar de su sencillez, es una eficaz ayuda para la verificación de redes durante su configuración y para la detección de fallos en la misma. 

Asumamos como ejemplo que hemos configurado una red con una dirección IP privada 192.168.1.0
 La misma está conectada a Internet a través de una puerta de enlace con dirección IP 192.168.1.1

La verificación la haremos desde una PC a la cual le asignamos manualmente la dirección IP 192.168.1.100, estando conectada en el mismo tramo físico otra PC con la dirección IP 192.168.1.101.

### Verificación de los protocolos TCP/IP
La ejecución de ping localhost (o ping 127.0.0.1) permite verificar si el conjunto de protocolos TCP/IP está correctamente instalado y en funcionamiento. Es enviado y respondido internamente por el propio equipo.

### Verificación del adaptador de red
Si ejecutamos ping 192.168.1.100 (IP del propio equipo), el comando es enviado a la red y recibido por el propio equipo, el cual envía la respuesta a la red y la recoge de ella[cita requerida]. Esto permite verificar si la tarjeta de red está funcionando adecuadamente.

### Verificación de la red local
Si ejecutamos ping 192.168.1.101 (IP de un equipo próximo) podremos verificar si el cableado del equipo hacia la red (o si el adaptador inalámbrico) funciona correctamente.
Si ejecutamos ping 192.168.1.1 (IP de la puerta de enlace) podremos verificar si el cableado general de la red funciona correctamente.

### Verificación de la conexión a Internet
Si ejecutamos ping 208.80.154.224 (IP de Wikipedia) podremos verificar si la conexión a Internet está funcionando.

### Verificación de los servidores DNS
Siempre que no se haya modificado el fichero de hosts del equipo si ejecutamos ping es.wikipedia.org (o cualquier otra URL conocida) podremos verificar si están correctamente configuradas las IP de los servidores DNS.
El comando ping no es la mejor manera de comprobar si los servidores DNS están bien configurados.
Estas sencillas acciones permiten la detección específica de errores en muy poco tiempo, contrariamente al método intuitivo de probemos a ver qué pasa.